# Amphipyra berbera
Espèce

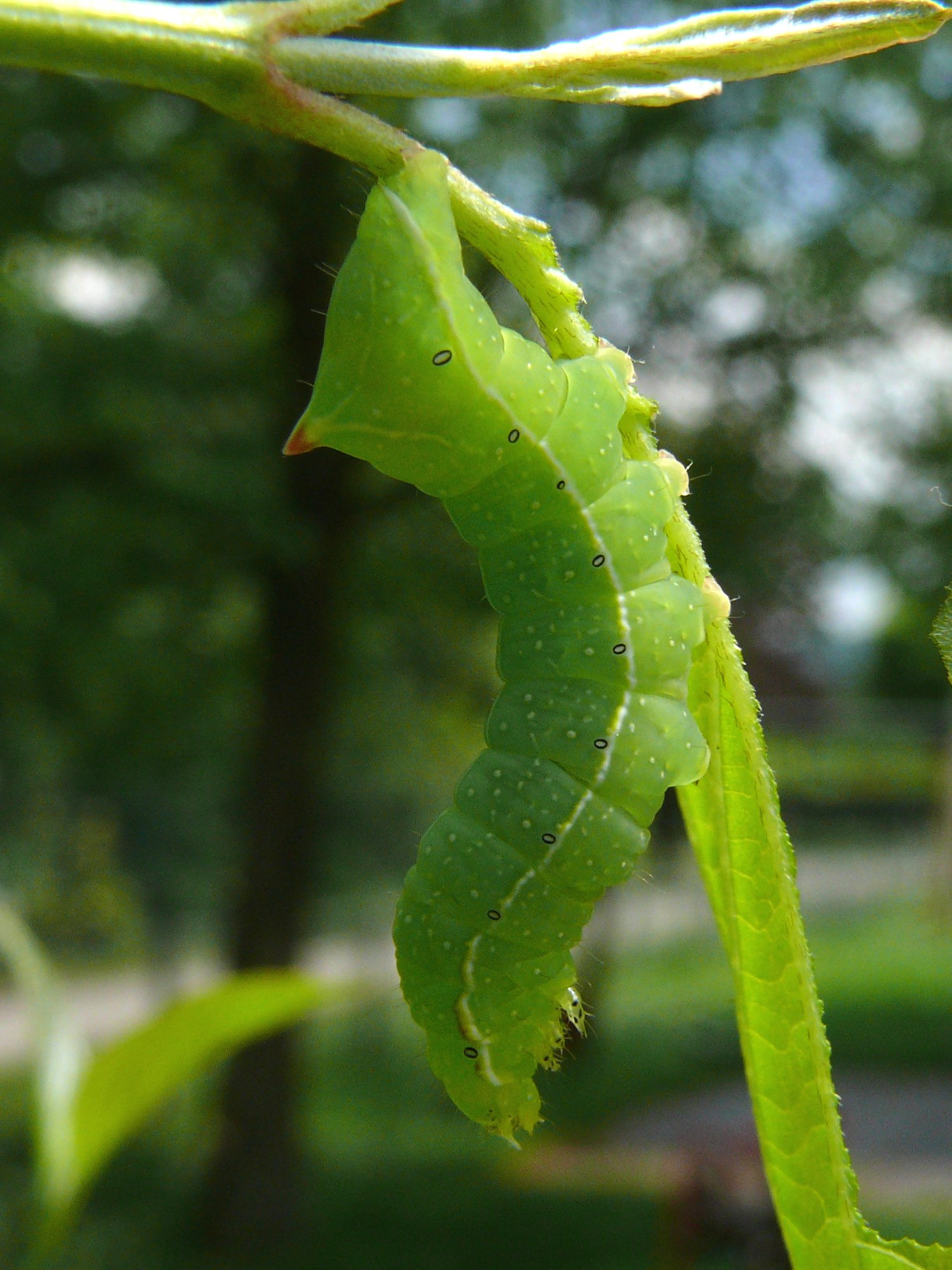
Chenille

Amphipyra berbera, la Noctuelle berbère, est une espèce de lépidoptères (papillons) de la famille des Noctuidae.
Cette espèce a été confondue avec Amphipyra pyramidea (la Noctuelle cuivrée) jusqu'en 1967. Contrairement aux chenilles, les papillons de ces deux espèces sont assez difficiles à différencier d'autant plus qu'ils apprécient les mêmes milieux (voir ouvrages spécialisés).

## Distribution
Afrique du Nord, Eurasie, presque toute la France.

## Habitat
- Le papillon fréquente les forêts et les régions arbustives de juillet à octobre (en France) en une génération.
- La chenille polyphage se nourrit sur divers arbres et arbustes (Chênes, Peupliers, Saules, Aubépines...)